# اصل پنجم قانون اساسی ایالات متحده آمریکا
اصل پنجم قانون اساسی ایالات متحده روند تغییر قانون اساسی را شرح می‌دهد. بر اساس ماده پنج، فرایند تغییر قانون اساسی شامل پیشنهاد اصلاحیه یا اصلاحیه‌ها و تصویب بعدی است.
اصلاحات ممکن است توسط کنگره با دو سوم آرا در هر دو مجلس نمایندگان و سنا پیشنهاد شود. یا توسط کنوانسیونی برای پیشنهاد اصلاحاتی که به درخواست دو سوم مجالس ایالتی توسط کنگره فراخوانده شده است. برای تبدیل شدن به بخشی از قانون اساسی، یک متمم باید پس از آن توسط یا - همان‌طور که کنگره تعیین می‌کند - مجلس قانونگذاری سه چهارم ایالت‌ها یا با تصویب کنوانسیون‌های انجام شده در سه چهارم ایالت‌ها تصویب شود، فرآیندی که تاکنون تنها یک بار مورد استفاده قرار گرفته است. در تاریخ آمریکا با تصویب اصلاحیه بیست و یکم در سال 1933. رای هر ایالت (برای تصویب یا رد یک اصلاحیه پیشنهادی) بدون توجه به جمعیت یک ایالت یا مدت زمان اقامت در اتحادیه، وزن یکسانی دارد. ماده پنج در مورد ضرب‌الاجل‌های تصویب اصلاحات پیشنهادی ساکت است، اما اکثر اصلاحات پیشنهادی از سال ۱۹۱۷ شامل مهلتی برای تصویب است. علمای حقوق عموماً موافق هستند که روند اصلاح ماده پنج خود را می‌توان با رویه‌های مندرج در ماده پنج اصلاح کرد، اما در مورد اینکه آیا ماده پنج وسیله انحصاری اصلاح قانون اساسی است یا خیر اختلاف نظر وجود دارد.

## متن
هر گاه دو سوم نمایندگان دو مجلس ضروری تشخیص دهند، کنگره پیشنهاد اصلاحاتی را برای قانون اساسی ارائه خواهد کرد یا بنا به درخواست مجلس‌های قانون گذاری دو سوم ایالت‌ها مجمعی برای پیشنهاد اصلاحات تشکیل خواهد داد. در هر دو حالت هرگاه پیشنهادها را مجلس‌های قانون گذاری سه چهارم ایالت‌ها تصویب کنند به عنوان بخشی از این قانون اساسی برای کلیه مقاصد و اهداف معتبر خواهد بود هر یک از دو روش اصلاحی فوق را کنگره می‌تواند پیشنهاد نماید. با وجود این هیچ اصلاحیه ای که ممکن است قبل از سال یک هزار و هشتصد و هشت میلادی به تصویب رسد به هیچ نحوی بر بندهای اول و چهارم بخش نهم اصل اول تأثیری نخواهد گذاشت و هیچ ایالتی بدون رضایت خود از حق رأی مساوی در سنا محروم نمی‌شود.